# Wenezuela na Letnich Igrzyskach Olimpijskich 1996
Wenezuelę na Letnich Igrzyskach Olimpijskich 1996 reprezentowało 39 zawodników: 34 mężczyzn i pięć kobiet. Był to 13 start reprezentacji Wenezueli na letnichigrzyskach olimpijskich.

## Skład kadry

### Boks
Mężczyźni
- Carlos Barreto – waga kogucia do 54 kg – 9. miejsce,
- Jesús Guevara – waga superciężka powyżej 91 kg – 17. miejsce,

### Judo
Kobiety
- Katty Santaella – waga do 52 kg – 14. miejsce,
- Xiomara Griffith – waga do 61 kg – 7. miejsce,
- Francis Gómez – waga do 72 kg – 9. miejsce,

### Kolarstwo
Kobiety
- Daniela Larreal
  - kolarstwo torowe sprint – odpadła w repasażach,
  - kolarstwo torowe wyścig punktowy – 15. miejsce,

Mężczyźni
- Hussein Monsalve – kolarstwo szosowe wyścig ze startu wspólnego – 116. miejsce,
- Manuel Guevara – kolarstwo szosowe wyścig ze startu wspólnego – nie ukończył wyścigu,
- Rubén Abreu – kolarstwo szosowe wyścig ze startu wspólnego – nie ukończył wyścigu,
- Carlos Alberto Moya – kolarstwo szosowe wyścig ze startu wspólnego – nie ukończył wyścigu,
- José Balaustre – kolarstwo szosowe wyścig ze startu wspólnego – nie ukończył wyścigu,

### Lekkoatletyka
Mężczyźni
- Rubén Maza – maraton – 59. miejsce,
- Carlos Tarazona – maraton – 89. miejsce,
- Néstor Nieves – bieg na 3000 m z przeszkodami – odpadł w eliminacjach,
- Yojer Medina – pchnięcie kulą – 23. miejsce,

### Pływanie
Mężczyźni
- Francisco Sánchez
  - 50 m stylem dowolnym – 7. miejsce,
  - 100 m stylem dowolnym – 8. miejsce,
  - 100 m stylem motylkowym – 17. miejsce,
- Carlos Santander – 200 m stylem dowolnym – 27. miejsce,
- Ricardo Monasterio
  - 400 m stylem dowolnym – 25. miejsce,
  - 1500 m stylem dowolnym – 20. miejsce,
- Alejandro Carrizo, Diego Henao, Francisco Sánchez, Carlos Santander – sztafeta 4 × 100 m stylem dowolnym – 13. miejsce,
- Diego Henao, Rafael Manzano, Francisco Sánchez, Carlos Santander – sztafeta 4 × 200 m stylem dowolnym – 11. miejsce,
- Nelson Mora – 200 m stylem motylkowym – 24. miejsce,

### Podnoszenie ciężarów
Mężczyźni
- Julio César Luna – waga do 91 kg – 9. miejsce

### Skoki do wody
Mężczyźni
- Dario di Fazio
  - trampolina 3 m – 25. miejsce,
  - wieża 10 m – 25. miejsce,

### Szermierka
Mężczyźni
- Carlos Rodríguez – floret indywidualnie – 40. miejsce,
- Rafael Suárez – floret indywidualnie – 42. miejsce,
- Alfredo Pérez – floret indywidualnie – 42. miejsce,
- Carlos Rodríguez, Rafael Suárez, Alfredo Pérez – floret drużynowo – 11. miejsce,
- Carlos Bravo – szabla indywidualnie – 39. miejsce,

### Tenis stołowy
Kobiety
- Fabiola Ramos – gra pojedyncza – 49. miejsce,

### Tenis ziemny
Mężczyźni
- Nicolás Pereira – gra pojedyncza – 17. miejsce,
- Jimy Szymanski – gra pojedyncza – 33. miejsce,
- Juan Carlos Bianchi, Nicolás Pereira – gra podwójna – 17. miejsce

### Zapasy
Mężczyźni
- José Ochoa – styl klasyczny waga do 48 kg – 16. miejsce,
- Winston Santos – styl klasyczny waga do 62 kg – 19. miejsce,
- Nestor García – styl klasyczny waga do 74 kg – 17. miejsce,
- Elias Marcano – styl klasyczny waga do 82 kg – 16. miejsce,
- Emilio Suárez – styl klasyczny waga do 100 kg – 15. miejsce,
- Luis Varela – styl wolny waga do 82 kg – 17. miejsce,

### Żeglarstwo
- Roland Milošević – windsurfing mężczyźni – 26. miejsce